# Hidroarsenicisme
L'hidroarsenicisme és una malaltia ambiental crònica l'etiologia de la qual està associada al consum d'aigües contaminades amb sals d'arsènic i que en algunes regions del món és de caràcter endèmic. En alguns estudis se li diu pel seu acrònim HACRE o HACER.

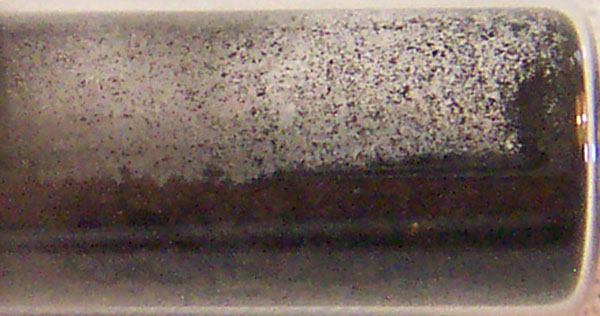
Mostra d'arsènic

## Patologia
L'hidroarsenicisme crònic endèmic provoca alteracions cardíaques, vasculars i neurològiques, repercussions en l'aparell respiratori i lesions hepàtiques, renals i hiperqueratosi cutània que avancen progressivament fins a les neoplàsies o càncer.

## Causes
La presència d'arsènic (As) en l'aigua està associat a processos hidrogeològics naturals en el major percentatge dels casos i també per la intervenció humana. En les causes naturals, les conques hidrogràfiques estan associades a napes freàtiques subjacents en dipòsits naturals d'arsènic d'origen volcànic. Les causes més comunes són els moviments geològics, l'activitat volcànica i d'altra banda la intervenció antròpica per l'extracció d'aigua des de pous superficials i per la mineria (foneries de coure, plom i or). Els nivells d'As en l'aigua poden variar d'una font a una altra, des dels 0,1 fins als 80 ppm (parts per milió) d'aquesta substància en les fonts naturals d'aigua.
Les causes d'origen antropològic estan ubicades en el sector miner on les grans foneries de coure (principalment) generen una gran quantitat d'arsènic des dels seus scrubbers. Els llots amb arsènic en forma metal·liforme són extrets com esborres àcides en dipòsits. Si aquestes esborres s'assequen es produeix una pols fina i lleugera, el vent (contaminació eòlica) pot eventualment transportar l'arsènic particulat a l'aigua o contaminar la terra.
L'arsènic inhalat pot causar càncer al pulmó.
Els compostos organoarsènics són menys tòxics que els inorgànics.

## Caràcter químic de l'arsènic a l'aigua
L'arsènic és present a les aigües com arsenit (As+3) o arsenat (As+5) associat a ions alcalinoterris depenent l'existència d'una o d'una altra espècie dels valors de pH en què es trobi. L'arsenit està associat a valors de pH més alcalins, a pous profunds, mentre que l'arsenat es troba en aigües amb valors de pH més àcids, aigües més superficials. L'existència d'una o d'una altra espècie depèn a més del valor de pH, del potencial redox del medi que ve donat per la concentració d'oxigen dissolt. Epidemiològicament, l'arsenit (As+3) és l'espècie més tòxica en comparació amb l'arsenat perquè presenta millor absorció i solubilitat en el torrent sanguini de l'intestí prim.

## Dinàmica química de l'arsènic a l'aigua
| Espècie/valor de pH | 0-2    | 3-6    | 7-11     | 12-14  |
| ------------------- | ------ | ------ | -------- | ------ |
| As+5                | H₃AsO₄ | H₂AsO₄ | H₃AsO₄-2 | AsO₄-2 |

| Espècie/Valor de pH | 0-9    | 10-12    | 13       | 14     |
| ------------------- | ------ | -------- | -------- | ------ |
| As+3                | H₃AsO₃ | H₂AsO₃-1 | H₃AsO₃-2 | AsO₃-3 |

## Bioquímica de la toxicitat de l'arsènic en l'organisme
El mecanisme de biotoxicitat de l'arsènic és via inhibició de l'activitat enzimàtica, l'As+3 per interacció amb els grups tiol (- SH) i l'As+5 perquè substitueix l'ió PO₄-3 dels enzims mitocondrials. Entre els sistemes enzimàtics inhibits es troba el sistema dihidrolipoat, un cofactor necessari perquè l'enzim piruvat-deshidrogenasa actui en el cicle de Krebs i la transformació de la tiamina a acetil-CoA i succinil-CoA. En conseqüència, s'inhibeix la fosforilació oxidativa i, per tant, tota la respiració cel·lular i es produeix una fallada multiorgànica. La tolerància de l'individu està associada a la capacitat d'excreció de l'arsènic via urinària i a la fixació de l'As en els teixits.

## Patogènia
El quadre clínic de l'hidroarsenicisme es presenta entre els 1 i 5 anys d'ingesta contínua d'aigua contaminada, per tant la seva toxicitat és per bioacumulació en els teixits dels diferents òrgans del cos.
El temps en què tarda a manifestar-se la malaltia dependrà de la tolerància que l'individu tingui davant l'arsènic .
Alguns símptomes són la queratodèrmia en què es produeix hiperqueratosi palmar a les mans o als peus i lesions de tipus odontològics, ja que l'arsènic presenta preferència per la queratina de la pell o la cavitat bucal provocant necrosi òssia.

## Estadis de la malaltia
S'han identificat almenys quatre etapes de la malaltia.
- La primera (estadi hiperhidròtic) és la sudoració excessiva palmar (mans i peus), cefalees i dispnea.
- La segona (estadi hiperqueratòsic) és l'etapa queratodèrmica en què es produeix una hiperqueratosi dels peus i mans, apareixen els primers signes d'alopècia, i aparició de pruïja a la pell.
- La tercera (estadi melanodèrmic) és la melanodèrmica en què apareixen taques a la pell, decoloracions semblants a vitiligen, aparició de melanomes i neuritis perifèrica. La cavitat bucal es veu afectada amb quadres de gingivitis.
- La quarta és una síndrome multisistèmica, hi ha compromís renal, del sistema respiratori, cirrosi hepàtica, formació d'angiomes i neoplàsies (aparició de càncer).

## Nivells de toxicitat - normatives
L'Organització Mundial de la Salut (OMS) ha establert que els nivells d'arsènic en l'aigua no han de superar les 0,1 ppm d'arsènic. La US-EPA i la FDA (Food and Drugs Administration: Administració d'aliments i medicaments) recomana no més de 0,05 ppm d'arsènic en aigua potable, nivells que apareixen a la majoria de les normes d'aigua potable del món. Nivells per sobre 0,1ppm d'As ja és considerat com a perillós per a la salut. Darrerament s'han qüestionat aquests nivells d'arsènic i s'ha proposat per a l'aigua potable una quantitat màxima permisible de 0,01ppm (10 micrograms/L).

## Eliminació de l'arsènic a l'aigua
L'arsènic dissolt pot ser eliminat per tractaments amb sistemes mitjançant sulfat ferrós, amb filtres de lletada de calç i per oxidació del As+3 a As+5 per mitjà d'ozó o hipoclorits per després ser tractat amb hidrosulfits per finalment ser remogut mitjançant osmosi inversa utilitzant membranes de poliamida. Aquest últim mètode encara que és més car és fins ara el més eficient aconseguint eficiències de fins a un 97%.